# 黒川 (横手市)
黒川（くろかわ）は、秋田県横手市の大字。郵便番号は013-0826。人口は940人、世帯数は309世帯（2020年10月1日現在）。旧平鹿郡黒川村大字黒川、旧平鹿郡黒川村に相当する。

## 地理
横手市の北部、横手地域の北西端に位置しており、東と南で下境、西で百万刈、北で仙北郡美郷町金沢西根と隣接する。水田中心の純農村地帯。北東部では横手川が北西に流れ、西部を流れる大戸川と北部で合流する。水田中心の準農村地帯。北西から南西にかけては県道71号大曲横手線が通っており、沿線には黒川・落合・下和野・上和野・福島・寺村・千本野の各集落がある。南東部の余目集落を通って北東へ抜ける県道266号耳取後三年停車場線が、寺村で県道71号と交差する。
全域が都市計画区域に含まれるが、区域区分非設定区域となっている。都市計画法上の用途地域には指定されていない。

### 地名の由来
1981年（昭和56年）の『秋田大百科事典』によると、「地名のクロには黒色と畔の意があり、ここでは畔の意味で、自然堤防のこと」とあり、地区を流れる横手川と大戸川が、畔のように境界の役割を果たしていることに由来すると考えられている。
もう一つの説として、1907年（明治40年）の『大日本地名辞書 下巻』によると、「此間の山野、往々石腦油の滲漏を見る、混油の爲に、水に黑色を呈するに因る歟」と解説されており、この地を流れる川の水が黒色に見えたことに由来するとされている。

### 小字
2024年（令和6年）10月5日時点での「横手市（秋田地方法務局大曲支局）登記所備付地図データ」、デジタル庁公表の「アドレス・ベース・レジストリ」の「秋田県 横手市 町字マスター（フルセット） データセット」、横手市公表のオープンデータによれば、黒川の小字は以下の通りである。
| 町・字 | 町・字       | 出典 | 出典         | 出典       |
| 大字   | 小字         | 登記 | 町字マスター | 行政区一覧 |
| ------ | ------------ | ---- | ------------ | ---------- |
| 黒川   | 字合川       | ○    | ○            | ○          |
| 黒川   | 字悪戸       | ○    | ○            | ○          |
| 黒川   | 字悪戸谷地   | ○    | ○            | ○          |
| 黒川   | 字一本木     | ○    | ○            | ○          |
| 黒川   | 字浦島       | ○    | ○            | ○          |
| 黒川   | 字横山       | ○    | ○            | ○          |
| 黒川   | 字下共和     | ○    | ○            | ○          |
| 黒川   | 字下和野     | ○    | ○            | ○          |
| 黒川   | 字館廻       | ○    | ○            | ×          |
| 黒川   | 字館後       | ○    | ○            | ○          |
| 黒川   | 字館西       | ○    | ○            | ○          |
| 黒川   | 字館東       | ○    | ○            | ○          |
| 黒川   | 字宮ノ下     | ○    | ○            | ○          |
| 黒川   | 字宮ノ後     | ○    | ○            | ○          |
| 黒川   | 字牛柳       | ○    | ○            | ○          |
| 黒川   | 字三郷渕     | ○    | ○            | ×          |
| 黒川   | 字寺村       | ○    | ○            | ○          |
| 黒川   | 字寺南       | ○    | ○            | ○          |
| 黒川   | 字上共和     | ○    | ○            | ○          |
| 黒川   | 字上和野     | ○    | ○            | ○          |
| 黒川   | 字新田       | ○    | ○            | ○          |
| 黒川   | 字清水       | ○    | ○            | ○          |
| 黒川   | 字西野       | ○    | ○            | ○          |
| 黒川   | 字千本野     | ○    | ○            | ○          |
| 黒川   | 字川原       | ○    | ○            | ○          |
| 黒川   | 字川南       | ○    | ○            | ○          |
| 黒川   | 字中松       | ○    | ○            | ○          |
| 黒川   | 字中谷地     | ○    | ○            | ○          |
| 黒川   | 字長沼       | ○    | ○            | ○          |
| 黒川   | 字鶴巻田     | ○    | ○            | ○          |
| 黒川   | 字田中       | ○    | ○            | ○          |
| 黒川   | 字東田中     | ×    | ○            | ×          |
| 黒川   | 字藤根       | ○    | ○            | ○          |
| 黒川   | 字南谷地     | ○    | ○            | ○          |
| 黒川   | 字二本柳     | ○    | ○            | ○          |
| 黒川   | 字富士見     | ○    | ○            | ×          |
| 黒川   | 字福島       | ○    | ○            | ○          |
| 黒川   | 字福柳       | ○    | ○            | ○          |
| 黒川   | 字目名川     | ○    | ○            | ○          |
| 黒川   | 字余目       | ○    | ○            | ○          |
| 黒川   | 字余目東谷地 | ○    | ○            | ○          |
| 黒川   | 字余目北谷地 | ○    | ○            | ○          |
| 黒川   | 字落合       | ○    | ○            | ○          |

## 歴史
黒川は、平安時代後期の後三年合戦の頃までは原始林であった。合戦で金沢柵が落城すると、その残党が黒川の原始林に潜伏し、騒乱が収まるのを待った。その後、他の土地へ移動する者もいたが、この地にとどまって開拓に従事した者もおり、これが黒川地区の開祖であると伝えられている。最初に人家が建てられたのは、現在の根田川にあたる場所である。
正保4年（1647年）の『出羽国知行高目録 下』には黒川村として村名が見え、享保年間までの村高を記録した郷帳に記載された町名を調べた『平鹿郡御黒印吟味覚書』でも、黒川村として記載がある。享保15年（1730年）の『六郡郡邑記』によると、黒川村は家数55軒、支郷に落合村（家数9軒）・河原村（同6軒）・悪土村（同4軒）・横山村（同1軒）・下上野村（同6軒）・上ノ上野村（同6軒）・今宿村（同8軒）・田中村（同3軒）・靏巻田村（同8軒）、慶安3年（1650年）に始まる余ル目村（同30軒）、寛文6年（1666年）に始まる南谷地村（同5軒）・牛柳村（同2軒）・姜名川村（同8軒）・西野々村（同5軒）・千本野村（同2軒）・館村（同3軒）がある。
『久保田領郡邑記』によると、館村には大森城主・小野寺康道の家臣、黒沢甚兵衛が居住し、黒沢甚兵衛が梅津半右衛門に頼んで康道の旧家臣による角間川町周辺の開拓を行ったと記されている。菅江真澄の『雪の出羽路 平鹿郡』によると、悪土村と今宿村が合併して悪土今宿村となり、横山村は廃村、西野々村が西野村と改称、新たな支郷として浦嶋村が成立したとある。
黒川字館東には、黒川館と称される中世の城館跡がある。元は小野寺氏時代に西野に築かれた西野館であり、小野寺義道の家老・西野修理亮道俊が置かれていた。その後、道俊は家老として横手に移り、西野館は廃止された。代わって黒川館が、寺村と余目集落の中間に位置する丘陵地に築かれ、黒沢甚兵衛の居館とされた。なお、黒川縫殿の居館であるとの説もあり、判然としない。佐竹氏の入部後、黒川館は破却され、黒川は新領主の支配下に置かれた。館の破却後、館のあった丘陵地は樹木がうっそうとしていたが、明治期には伐採され、田畑として利用されていた。その後、黒川村が横手市に合併する際に、耕地整理と並行して丘陵地を均し、水田として整備された。そのため、遺構は殆ど残されていないが、昭和30年頃までは、丘陵地を囲う堀の遺構が見られたという。

### 年表
- 1874年（明治7年）5月30日 - 黒川小学校の前身となる「旭川学校」が、黒川村悪戸に開校[23]。
- 1876年（明治9年） - 仙北郡二本柳村を合併[20]。
- 1889年（明治22年）4月1日 - 町村制施行に伴い、黒川村・百万刈村が合併し、黒川村となる[24]。〈旧〉黒川村は黒川村大字黒川となる[25]。
- 1941年（昭和16年）1月11日 - 平鹿黒川電信電話取扱所が、黒川字上和野117番地に設置[26]。
- 1943年（昭和18年）3月26日 - 平鹿黒川電信電話取扱所が、平鹿黒川郵便局と改称[26]。
- 1947年（昭和22年）4月1日 - 学校教育法の施行により、黒川中学校が開校[27]。
- 1952年（昭和27年）7月 - 県内記録的大雨により、村内では20ヘクタールが浸水[28]。
- 1953年（昭和28年）7月1日 - 常磐保育園が、黒川字下和野238番地に開園[29]。
- 1955年（昭和30年）4月1日 - 境町村と黒川村が横手市に編入[30][31]。横手市黒川となる[32]。
- 1963年（昭和38年）4月1日 - 黒川中学校・境町中学校が統合し、黒川字一本木32番地に横手西中学校が開校[33]。
- 1967年（昭和42年）3月20日 - 黒川公民館が、黒川字上和野206番地の横手市役所黒川支所（旧黒川村役場）跡地に完成[14]。支所は公民館に併置[14]。
- 1992年（平成4年）7月 - 交流促進施設「オアシス館」が、黒川字館西619番地[34]に開館[35]。
- 2013年（平成25年）3月31日 - 横手北中学校へ統合のため、横手西中学校が閉校[36]。
- 2016年（平成28年）3月31日 - 横手北小学校へ統合のため、黒川小学校が閉校[36]。

## 世帯数と人口
2020年（令和2年）10月1日現在の世帯数と人口は以下の通りである。
| 大字 | 小字     | 世帯数  | 人口  |
| ---- | -------- | ------- | ----- |
| 黒川 | 字落合   | 25世帯  | 65人  |
| 黒川 | 字川原   | 4世帯   | 21人  |
| 黒川 | 字二本柳 | 3世帯   | 10人  |
| 黒川 | 字悪戸   | 19世帯  | 53人  |
| 黒川 | 字下共和 | 31世帯  | 89人  |
| 黒川 | 字上和野 | 38世帯  | 124人 |
| 黒川 | 字鶴巻田 | 23世帯  | 65人  |
| 黒川 | 字新田   | 11世帯  | 32人  |
| 黒川 | 字福島   | 36世帯  | 115人 |
| 黒川 | 字川南   | 34世帯  | 83人  |
| 黒川 | 字一本木 | 12世帯  | 36人  |
| 黒川 | 字千本野 | 7世帯   | 16人  |
| 黒川 | 字南谷地 | 19世帯  | 70人  |
| 黒川 | 字中谷地 | 41世帯  | 129人 |
| 黒川 | 字牛柳   | 15世帯  | 52人  |
| 計   | 計       | 309世帯 | 940人 |

### 人口・世帯数の推移
以下は国勢調査による1995年（平成7年）以降の人口の推移。
| 年                 | 人口  |
| ------------------ | ----- |
| 1995年（平成7年）  | 1,442 |
| 2000年（平成12年） | 1,333 |
| 2005年（平成17年） | 1,245 |
| 2010年（平成22年） | 1,172 |
| 2015年（平成27年） | 1,057 |
| 2020年（令和2年）  | 940   |

以下は国勢調査による1995年（平成7年）以降の世帯数の推移。
| 年                 | 世帯数 |
| ------------------ | ------ |
| 1995年（平成7年）  | 323    |
| 2000年（平成12年） | 324    |
| 2005年（平成17年） | 250    |
| 2010年（平成22年） | 320    |
| 2015年（平成27年） | 328    |
| 2020年（令和2年）  | 309    |

## 小・中学校の学区
市立小・中学校に通う場合、学区（校区）は以下の通りとなる。
| 小字 | 小学校               | 中学校               |
| ---- | -------------------- | -------------------- |
| 全域 | 横手市立横手北小学校 | 横手市立横手北中学校 |

## 交通

### 鉄道
町内に駅はない。最寄り駅は■奥羽本線の後三年駅。

### バス
町内にバス路線及びバス停はない。
2023年9月30日までは羽後交通の角間川線が通っていた。

### 道路
- 秋田県道71号大曲横手線
- 秋田県道266号耳取後三年停車場線

## 施設
- 神明社（字寺村95番地）[45]
祭神：天照皇大神・菊理姫命・宇賀之御魂大神・豊田和姫命・大山祇大神・源頼朝[45]
開創年代は不明であるが、社殿の西南方向には城館跡があり、城主・黒沢甚兵衛が黒川地区を統治する際に白旗神社を建立し、当地区を治めたと伝えられている[45]。1876年（明治9年）に境内社の神明社を合祀し、社名を神明社と改称[45]。その後、1951年（昭和26年）に奉安殿を改築して本殿としたが、社殿の老朽化が著しく進んでいたため、1989年（平成元年）には本殿・幣殿を新築し、拝殿の修復も行われた[45]。
- 洞雲寺（字寺村7番地）[46]
山号：瑞福山、宗派： 曹洞宗、本尊：釈迦牟尼仏[46]
- 正善寺（字悪戸24番地）[47]
山号：三黒山、宗派：浄土真宗本願寺派、本尊：阿弥陀如来[47]
当寺の開基は、能登国畠山氏の家臣・小守俊之亟である。俊之亟は仙台の北山にある正念寺で出家し、黒沢尻（現・北上市）に居住したのち、上黒沢へ移住した[47]。その子孫に当たる玄祐（法名は浄円）は、天正16年（1588年）に入寂[47]。浄円は黒川村に移住し、本尊および寺号を拝領して一寺を建立した[47]。言い伝えによれば、「黒」の字がついた地名を三度移住したことから、「三黒」を姓としたと伝えられている[47]。
- 浄圓寺（字寺村72番地）[47]
山号：黒城山、宗派：浄土真宗本願寺派、本尊：阿弥陀如来[47]
- 横手市交流促進施設「オアシス館（黒川地区交流センター）」（字館西619番地）[34]
- 黒川農村公園（字富士見1番地）[48]
- 西地区野球場（字一本木）[49]
- 秋田県流域下水道横手処理センター（字福柳350番地）[50]
施設の脇には、長さ約400メートルの歩道に約70本のイチョウが植えられており、並木道を形成している[51][52]。